# Aymon de Varennes
Pour les articles homonymes, voir Aymon et Varennes.
Aymon de Varennes est un trouvère lyonnais du XIIe siècle issu d'une famille noble de la vallée de l'Azergues. Il a écrit le roman de Florimont dans le dialecte de l'Île-de-France dans lequel il exprime néanmoins son mécontentement face à l'attitude des Français à l'égard des auteurs de province :
Roman ne histoire ne plait
Aux Françoys, se ilz ne l'ont fait.
Ainsi que sa préférence pour sa langue :
Mieux ains ma lengue que l'aultruy. (J'aime mieux ma langue que toute autre)